# Santa Clara megye
Santa Clara megye (Santa Clara County) az Amerikai Egyesült Államok Kalifornia államában, a San Francisco Bay Area déli végén terül el.
A megye lakosainak száma 2010-ben 1 781 642 volt, székhelye San Jose. Itt van a híres Szilícium-völgy. A Szilícium-völgy a Santa Clara-völgyben van. Santa Clara megye a San Francisco Bay Area legnépesebb, és az Amerikai Egyesült Államok egyik leggazdagabb régiója.

## Rövid történet
A megye 1850-ben jött létre, egyidőben Kalifornia alapításával. A terület eredeti lakosai többek közt az ohlone törzs tagjai voltak. A megye a spanyol ferences szerzetesek által 1777-ben itt alapított Assisi Szent Klára-misszióról kapta a nevét.
Két évszázad – a spanyolok által kezdett – döntően mezőgazdaságra épülő gazdálkodása után, az 1940-es évektől a technológiai ipar kezdett dominánssá válni. 1939-ben egy garázsban jött létre a Hewlett-Packard, míg az IBM 1943-ban helyezte át a központját San José-ba. 1940 és 1950 között itt telepedett meg a Varian Associates, a Fairchild Semiconductor és több más elektronikai vállalat, melyek a félvezetőipar, a számítástechnika, a műszeripar innovátorai és vezető óriáscégei lettek.
A fejlődés fő motorja a haditengerészet volt, mely nagy megbízásokat adott az itt megtelepült elektronikai vállalatoknak. A Szilícium-völgy név 1971-től terjedt el; a nevet az itt fejlesztett és gyártott szilíciumalapú integrált áramkörökről kapta.  Az 1980-as és 1990-es években óriási fellendülés volt, itt van több világszerte ismert elektronikai/számítástechnikai cég központja (AMD, Apple, Cisco Systems, eBay, Facebook, Google, Hewlett-Packard, Intel, Sun Microsystems, Yahoo!, és sok más, összesen közel 6500 high-tech vállalat.)

## Földrajzi adatok
Santa Clara megye területe 3377,4 km², melynek 1,02%-a vízfelület.
A Szent András-törésvonal a megye déli részén, a Santa Cruz-hegységen keresztül húzódik.
Szomszédos megyék:
- Alameda megye
- Merced megye
- San Benito megye
- San Mateo megye
- Santa Cruz megye
- Stanislaus megye

Főbb városok:
- San Jose, melyhez korábban az alábbi városokat csatoltak:
  - Alum Rock,
  - Cambrian Park,
  - Willow Glen,
  - East San Jose,
  - Alviso
- Campbell
- Cupertino
- Gilroy
- Los Altos
- Los Altos Hills
- Los Gatos
- Milpitas
- Monte Sereno
- Morgan Hill
- Mountain View
- Palo Alto
- Santa Clara
- Saratoga
- Sunnyvale

Nemzeti park: ’Don Edwards San Francisco-öböl nemzeti park
Kikötők: számos kis kikötő használható kis hajók részére, óceánjáró hajók az oaklandi kikötőt használhatják.
Repülőterek: a megyében nyolc repülőtér található, ezek közül a Norman Y. Mineta San José International Airport és a San Franciscó-i nemzetközi repülőtér fogad nemzetközi járatokat.

## Népesség
A település népességének változása:
| Lakosok száma | 1 786 539 | 1 811 297 | 1 836 025 | 1 862 041 | 1 918 044 | 1 956 598 | 1 954 286 | 1 936 259 |
|               | 2010      | 2011      | 2012      | 2013      | 2015      | 2018      | 2019      | 2020      |

## Gazdaság
A San Jose/Sunnyvale/Santa Clara régiók az Amerikai Egyesült Államok legjobban teljesítő gazdasági régiói közé tartoznak.
A háztartások jövedelme Kalifornia államban itt a második legmagasabb. Santa Clara megye kiterjedt parkrendszerrel rendelkezik:
- Almaden Quicksilver County Park
- Grant Ranch Park
- Henry W. Coe State Park
- Sanborn Park
- Vasona Park
- El Sereno Open Space Preserve